# Sargus parastenus
Sargus parastenus är en tvåvingeart som beskrevs av James 1982. Sargus parastenus ingår i släktet Sargus och familjen vapenflugor. Inga underarter finns listade i Catalogue of Life.